# Leonardo Lavalle
Leonardo Lavalle (* 14. Juli 1967 in Mexiko-Stadt) ist ein ehemaliger mexikanischer Tennisspieler. 2014 war er Teamchef der mexikanischen Fed-Cup-Mannschaft.

## Leben
Lavalle besuchte die High School in den Vereinigten Staaten. 1984 gewann er an der Seite von Mihnea-Ion Năstase das Juniorenturnier der US Open im Doppel. Im darauf folgenden Jahr siegte er in Wimbledon in der Junioren-Einzelkonkurrenz. Er war dabei älter als Boris Becker, der im selben Jahr das Herrenturnier gewann.
1985 wurde er Tennisprofi und gewann in San Luis Potosí sein erstes Challenger-Turnier. 1986 gewann er zusammen mit Mike Leach erstmals ein ATP-Turnier. Nach einem weiteren Doppel-Turniersieg 1987 erreichte er 1988 nach Siegen über Anders Järryd und Henri Leconte das Finale des Frankfurt Cup, in dem er Tim Mayotte unterlegen war. 1991 gewann er seinen einzigen Einzeltitel auf der ATP World Tour, als er als Qualifikant das Turnier von Tel Aviv für sich entschied. Insgesamt konnte er im Lauf seiner Karriere fünf Doppeltitel erringen. Seine höchste Notierung in der Tennisweltrangliste erreichte er 1986 mit Position 51 im Einzel sowie 1992 mit Position 23 im Doppel.
Sein bestes Einzelergebnis bei einem Grand-Slam-Turnier war das Erreichen des Achtelfinales der Australian Open 1989. 1991 erreichte er bei den US Open das Achtelfinale, bei den French Open das Halbfinale, sowie in Wimbledon das Finale der Doppelkonkurrenz, wo er an der Seite von Javier Frana gegen John Fitzgerald und Anders Järryd unterlegen war.
Lavalle spielte zwischen 1985 und 1999 38 Einzel- sowie 19 Doppelpartien für die mexikanische Davis-Cup-Mannschaft. Bei der Erstrundenbegegnung gegen Deutschland 1986 verlor er sein erstes Spiel gegen Boris Becker, trug aber mit seinen Siegen im Doppel und in der entscheidenden Einzelpartie gegen Michael Westphal zum 3:2-Sieg bei.
Bei den Olympischen Sommerspielen 1992 in Barcelona trat er für Mexiko an und schied im Viertelfinale gegen den späteren Silbermedaillengewinner Jordi Arrese aus.

## Erfolge
| Legende (Anzahl der Siege)                            |
| Grand Slam                                            |
| Tennis Masters Cup                                    |
| ATP Masters Series                                    |
| ATP Championship Series ATP International Series Gold |
| ATP World Series ATP International Series (6)         |
| ATP Challenger Tour (13)                              |

| ATP-Titel nach Belag |
| Hartplatz (3)        |
| Sand (3)             |
| Rasen                |
| Teppich              |

### Einzel

#### Turniersiege

##### ATP Tour
| Nr. | Datum            | Turnier  | Belag     | Finalgegner          | Ergebnis      |
| --- | ---------------- | -------- | --------- | -------------------- | ------------- |
| 1.  | 13. Oktober 1991 | Tel Aviv | Hartplatz | Christo van Rensburg | 6:2, 3:6, 6:3 |

##### Challenger Tour
| Nr. | Datum             | Turnier         | Belag | Finalgegner          | Ergebnis      |
| --- | ----------------- | --------------- | ----- | -------------------- | ------------- |
| 1.  | 4. August 1991    | Salou           | Sand  | Federico Sánchez     | 7:5, 6:4      |
| 2.  | 19. April 1992    | San Luis Potosí | Sand  | Francisco Montana    | 6:0, 6:7, 6:4 |
| 3.  | 3. Mai 1992       | Acapulco        | Sand  | Luis-Enrique Herrera | 0:6, 6:3, 6:3 |
| 4.  | 29. November 1992 | Pembroke Pines  | Sand  | Daniel Orsanic       | 6:4, 7:6      |

#### Finalteilnahmen
| Nr. | Datum            | Turnier   | Belag       | Finalgegner | Ergebnis      |
| --- | ---------------- | --------- | ----------- | ----------- | ------------- |
| 1.  | 23. Oktober 1988 | Frankfurt | Teppich (i) | Tim Mayotte | 6:4, 4:6, 3:6 |

### Doppel

#### Turniersiege

##### ATP Tour
| Nr. | Datum            | Turnier          | Belag     | Doppelpartner   | Finalgegner                       | Ergebnis      |
| --- | ---------------- | ---------------- | --------- | --------------- | --------------------------------- | ------------- |
| 1.  | 12. Oktober 1986 | Scottsdale       | Hartplatz | Mike Leach      | Scott Davis David Pate            | 7:6, 6:4      |
| 2.  | 4. Oktober 1987  | Palermo          | Sand      | Claudio Panatta | Petr Korda Tomáš Šmíd             | 3:6, 6:4, 6:4 |
| 3.  | 4. März 1990     | Rotterdam        | Hartplatz | Jorge Lozano    | Diego Nargiso Nicolás Pereira     | 6:3, 7:6      |
| 4.  | 28. Februar 1993 | Mexiko-Stadt (1) | Sand      | Jaime Oncins    | Horacio de la Peña Jorge Lozano   | 7:6, 6:4      |
| 5.  | 5. März 1995     | Mexiko-Stadt (2) | Sand      | Javier Frana    | Marc-Kevin Goellner Diego Nargiso | 7:5, 6:3      |

##### Challenger Tour
| Nr. | Datum             | Turnier             | Belag     | Doppelpartner        | Finalgegner                                 | Ergebnis      |
| --- | ----------------- | ------------------- | --------- | -------------------- | ------------------------------------------- | ------------- |
| 1.  | 15. April 1990    | San Luis Potosí (1) | Sand      | Jorge Lozano         | Luis-Enrique Herrera Guillermo Pérez Roldán | 5:7, 6:3, 6:2 |
| 2.  | 10. Februar 1991  | Telford             | Teppich   | Martin Laurendeau    | Peter Nyborg Jan Siemerink                  | 7:6, 6:3      |
| 3.  | 9. Februar 1992   | Jakarta             | Sand      | Mark Koevermans      | Jacco Eltingh Tom Kempers                   | kampflos      |
| 4.  | 19. April 1992    | San Luis Potosí (2) | Sand      | Luis-Enrique Herrera | Francisco Maciel Agustín Moreno             | 6:2, 6:2      |
| 5.  | 11. April 1993    | San Luis Potosí (3) | Sand      | Javier Frana         | Francisco Montana Bryan Shelton             | 6:3, 4:6, 6:4 |
| 6.  | 3. April 1994     | San Luis Potosí (4) | Sand      | Oliver Fernández     | Ismael Hernández Luis-Enrique Herrera       | 7:5, 7:5      |
| 7.  | 5. Juni 1994      | Turin               | Sand      | Libor Pimek          | Richard Schmidt Greg Van Emburgh            | 6:2, 7:6      |
| 8.  | 11. August 1996   | Belo Horizonte      | Hartplatz | Maurice Ruah         | Luis-Enrique Herrera Gabriel Trifu          | 5:7, 6:4, 6:4 |
| 9.  | 24. November 1996 | Puebla              | Hartplatz | Maurice Ruah         | Bill Behrens Steve Campbell                 | 7:5, 6:2      |

#### Finalteilnahmen
| Nr. | Datum            | Turnier                 | Belag     | Doppelpartner | Finalgegner                   | Ergebnis           |
| --- | ---------------- | ----------------------- | --------- | ------------- | ----------------------------- | ------------------ |
| 1.  | 13. Mai 1990     | Kiawah Island           | Sand      | Jim Grabb     | Scott Davis David Pate        | 2:6, 3:6           |
| 2.  | 7. Juli 1991     | Wimbledon Championships | Rasen     | Javier Frana  | John Fitzgerald Anders Järryd | 3:6, 4:6, 7:6, 1:6 |
| 3.  | 13. Oktober 1991 | Tel Aviv                | Hartplatz | Javier Frana  | David Rikl Michiel Schapers   | 2:6, 7:6, 3:6      |
| 4.  | 3. November 1991 | Búzios                  | Hartplatz | Javier Frana  | Sergio Casal Emilio Sánchez   | 6:4, 3:6, 4:6      |
| 5.  | 18. April 1993   | Charlotte               | Sand      | Javier Frana  | Rikard Bergh Trevor Kronemann | 1:6, 2:6           |